# Guldtilapia
Guldtilapia (Oreochromis aureus) är en fiskart som först beskrevs av Steindachner, 1864.  Guldtilapia ingår i släktet Oreochromis och familjen Cichlidae. Inga underarter finns listade i Catalogue of Life.